# Луї Реар
Луї Реар (фр. Louis Réard; 10 жовтня 1896 — 16 вересня 1984) — французький інженер в автомобільній галузі та дизайнер одягу. У липні 1946 року представив жіночий відкритий купальний костюм із двох елементів, що пізніше отримав назву бікіні. Після цього відкрив магазин із продажу бікіні та керував ним наступні 40 років.

## Створення бікіні
Реар працював автомобільним інженером. Але згодом він відмовився від технічної професії та переключився на бізнес своєї матері з виробництва нижньої білизни. Близько 1940 року він став дизайнером одягу неподалік Les Folies Bergères в Парижі. Перебуваючи на пляжах Сен-Тропе, він помітив, що жінки закочують краї своїх купальників, щоб отримати рівномірну засмагу, тому вирішив створити купальник з відкритим животом. На той час жіночі купальники вже були роздільними та відкритими, але верхній рівень трусиків купальника знаходився на поясі жінок, і ніхто з дизайнерів не наважувався запропонувати модель, що відкриває пупок.
У травні 1946 року Жак Гейм випустив роздільний купальник, який він назвав «Атом» (фр. Atome) і рекламував його як «найменший купальний костюм у світі». Нижня частина купальника Гейма була на тій межі, яка трохи прикривала пупок. Для просування нового дизайну Гейм найняв скайрайтерів, щоб вони літали над середземноморським курортом, рекламуючи «Атом» як «найменший купальний костюм у світі».
Реар розробив власний дизайн купальника, який одержав назву бікіні. Такий купальний костюм мав чотири трикутники, на виготовлення яких витратили лише 194 см² тканини. Коли Реар шукав модель, яка одягне його купальник на дебютну презентацію, жодна з них не хотіла одягати виріб, що оголює пупок, тому він найняв 19-річну французьку танцівницю Мішелін Бернардіні з Казино де парі, щоб показати свій купальник.
5 липня 1946 року в популярному на той час громадському паризькому басейні «Молітор» (фр.) відбулася фотосесія: Мішелін одягла купальник — чотири маленькі латки — і показала світові моди жіночий пупок, представши перед фотооб'єктивом у бікіні.
Оскільки показ купальника відбувся через чотири дні після першого випробування ядерної зброї на атолі Бікіні, газети розповідали лише про цей факт, тому Луї Реар вирішив назвати свій новий купальник «бікіні», сподіваючись, що і його виріб буде предметом газетних статей. Реар також найняв скайрайтерів, щоб вони пролетіли над Французькою Рив'єрою, рекламуючи його дизайн купальника, який «менший, ніж найменший купальний костюм у світі».
Світлини Бернардіні та статті про цю подію широко розійшлися у пресі. Тільки в International Herald Tribune було опубліковано дев'ять статей про цю подію. Через чотирнадцять днів Реар подав заявку на патент дизайну і отримав його за номером 19431.
Купальники з двох частин жінки носили принаймні з 1930-х років, але бікіні Реара викликало скандал, тому що його купальник вперше оголив пупок власниці. Історик одягу Келлі Кіллорен Бенсімон (англ. Kelly Killoren Bensimon), яка описала цю історію у своїй «Книзі про бікіні» (англ. The Bikini Book), сказала, що останній дюйм живота був «зоною розбрату» моди і зазначила в інтерв'ю, що й раніше публіка бачила «багатьох інших актрис у роздільних купальних костюмах, але ніколи з відкритим пупком. Ось це був скандал».

## Реклама бікіні
Бікіні особливо сподобалися чоловікам: Бернардіні отримала понад 50 тисяч листів від шанувальників. Купальник не відразу набув популярності, він повільно завойовував європейські пляжі, особливо в США післявоєнних років і спочатку був скоріше сенсацією, ніж успіхом. Багато коментаторів засудили цей образ, і багато спільнот заборонили його. Ватикан оголосив такий одяг гріховним, і незабаром його було заборонено в Європі, включаючи Італію та Іспанію. У бразильському Ріо-де-Жанейро, відомому нині як країна стрмнгів, заборонили бікіні на своїх пляжах. Американцям знадобилося понад десять років, щоб звикнути до бікіні, і навіть тоді купальник зустрічав протести. У Сполучених Штатах Америки в багатьох громадських басейнах висять таблички, на яких великими червоними друкованими літерами написано: «Бікіні заборонені». У 1961 році магазини повідомляли, що продавали близько двох-трьох бікіні протягом року. Навіть у XXI столітті купальник є центром суперечок у деяких регіонах — у 2011 році в Барселоні заборонили носити бікіні на вулицях.
Купальники Гейма стали першими купальниками, в яких люди вільно ходили на пляжі, ім'я Реара міцніше закріпилося у свідомості. Бізнес Реара зростав, і в рекламних оголошеннях він підтримував загадковість бікіні, заявляючи, що купальник із двох шматків тканини не є справжнім бікіні, «якщо тільки його не можна просмикнути через обручку».
Як додатковий стимул продажу, Реар доручив фахівцю з кузовів Chapron сконструювати екстравагантну «дорожню яхту», перетворивши автомобіль Packard V8 на імітацію крейсера з кабіною класу люкс та ілюмінаторами, якорем, сигнальною щоглою та іншими морськими регаліями. Автомобіль брав участь у рекламних парадах і слідував за велосипедисткою Тур де Франс на початку 1950-х років та командою дівчат у бікіні, що справило справжню сенсацію у Франції тих років.
За словами Бенсаймона, саме епоха реактивних двигунів сприяла розвитку бікіні. Після появи Бріжіт Бардо у фільмі «Дівчина в бікіні» та Урсули Андресс, яка у 1962 році вийшла у фільмі «Доктор Ні» в костюмі, в якому не було нічого, крім ножа та бікіні, багаті та гламурні люди почали ходити Рів'єром, приносячи нові стандарти пляжного одягу на береги, а потім і до басейнів. У США дитяча зірка Клубу Мікі Мауса Аннетт Фунічелло отримала дозвіл носити бікіні в більшості пляжних фільмів, і повсюдне прийняття бікіні стало незворотним.

## Подальше життя
Згодом Реар відкрив магазин із продажу бікіні в Парижі та продавав купальники протягом сорока років. В 1980 році він переїхав зі своєю дружиною Марсель Реар з Франції до Лозанни в Швейцарії, де помер в 1984 році на 88-му році.